# Переводы Корана
Перево́ды Кора́на (араб. تراجم القرآن‎) — переводы текста Корана с арабского языка, на котором он был первоначально написан, на другие языки. Впервые часть Корана была переведена на персидский язык в VII веке. Считается, что первый полный перевод Корана был сделан в IX веке в Индии. В дальнейшем появились переводы Корана на ряд восточных, западных и африканских языков. Всего существуют около 164 переводов Корана. Исламские богословы, ссылаясь на аяты Корана, отмечают, что Кораном можно назвать только оригинал на арабском языке, а его переводы никак не могут быть Кораном, а лишь кратким пересказом смысла Корана совсем другими словами, на другом языке.

## История переводов

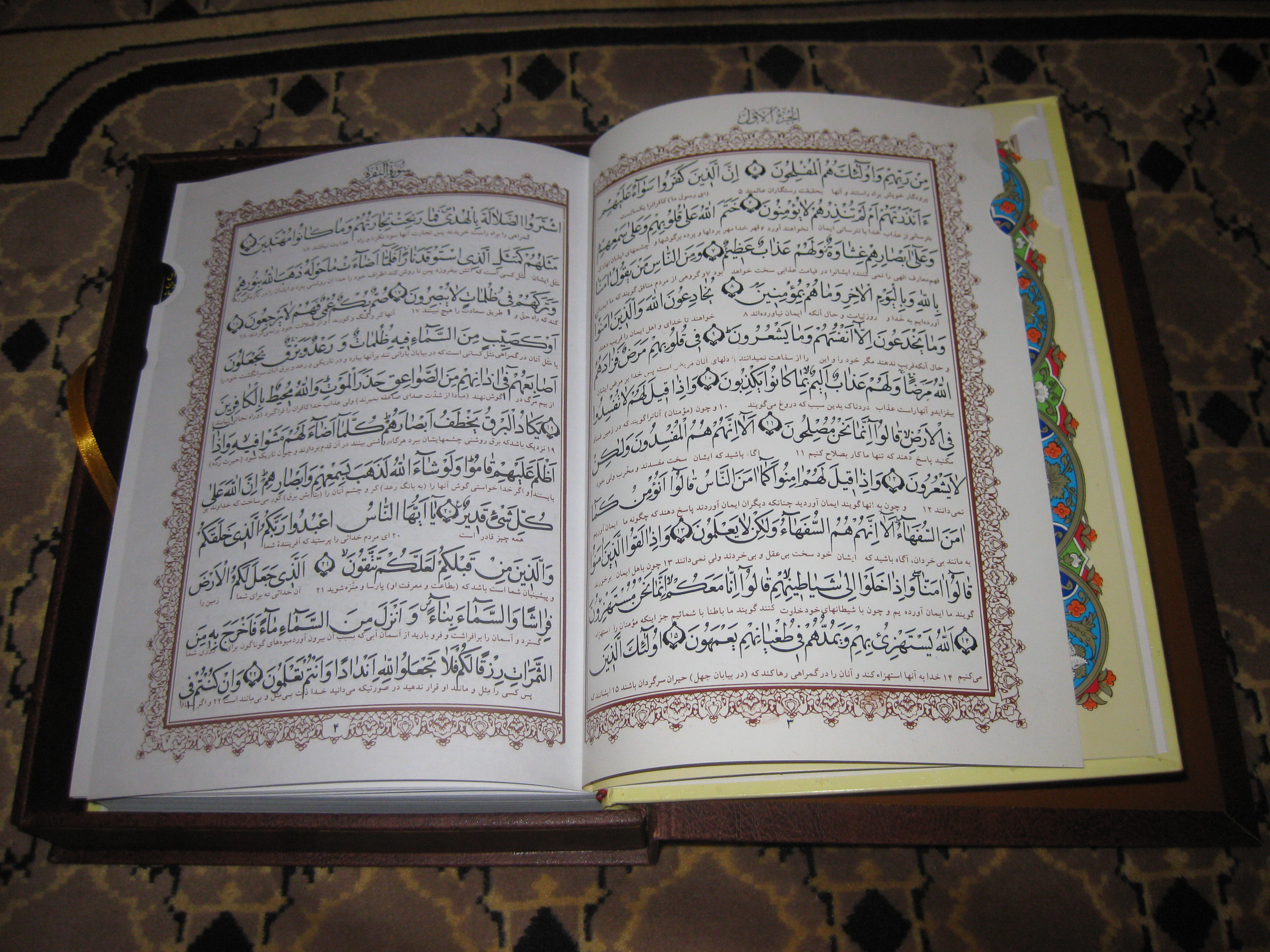
Персидский перевод Корана

### Переводы на языки народов Востока

#### Переводы на иранские языки

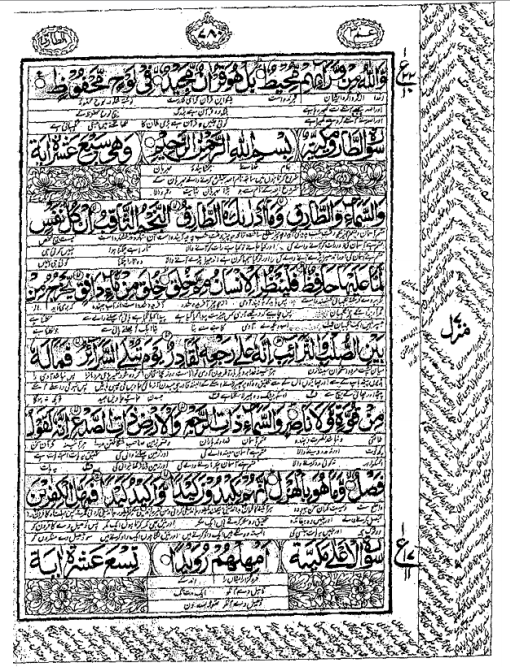
Страница из арабо-персо-урду версии Корана

Первым переводчиком части Корана был Салман аль-Фариси, который был знатным соратником пророка Мухаммеда из Персии. Он перевёл суру Аль-Фатиха на персидский язык в VII веке. Первый же полный перевод на персидский был сделан по «Тафсиру» ат-Табари в период правления правителя Саманидов Абу Салиха Мансура ибн Нуха во второй половине X века. Первый печатный персидский перевод Корана, сделанный Маваб-е Алиййах или Тафсир-е Хусайни, был издан в 1837 году в Калькутте.
В 1912 году в селе Магометановском (ныне село Чикола) местным муллой, имя которого не сохранилось, был переведён Коран на дигорский язык.
В 1968—1971 годах в Багдаде был опубликован перевод Корана на курдский язык, выполненный Мухаммад Койие Гали-Заде в трёх томах. Перевод Мухаммада Хала в четырёх томах был издан в Багдаде и Сулейманийе в 1969—1979 годах.

#### Переводы на индоевропейские языки
Считается, что первый перевод Корана был выполнен в 884 году в Синде (часть Индии в то время, сегодня — часть Пакистана) по приказу учёного из Ирака Абдуллы ибн Умара ибн Абдуль-Азиза по заказу индийского раджи Мехрука, который был раджой Пенджаба и Кашмира. Но этот перевод был только до суры Йа Син. Первый же перевод на современный хинди был сделан доктором Ахмад Шахом Масихи, христианским священником (опубликован в 1915 году).
В 1776 году был составлен первый полный перевод Корана на урду шахом Рафт ад-Дином. Его первое издание было опубликовано в Калькутте в 1840 году. В 1790 году в Дели шейхом Абдуль-Кадиром ибн Шах Валиуллахом был составлен перевод Корана на урду. Данный перевод появился в нескольких литографических изданиях с текстом на урду и межстрочным оригиналом (впервые опубликован в 1829 году в Дели). Арабо-персидский межстрочный текст был издан в двух томах в Калькутте в 1831 году. Оба переводчика были сыновьями шаха Валиуллаха Дехлеви. Известен старый перевод Корана на урду, сделанный в начале X века.

#### Переводы на тюркские языки
Считается, что первый тюркский вариант Корана был составлен на основе персидского перевода «Тафсира» ат-Табари одновременно с персидским вариантом. Также есть мнение, что тюркская версия Корана была составлена через 100 лет, в XI веке. Однако ни один из этих вариантов не сохранился. В 1914 году в Бухаре Заки Валидов нашёл и приобрел для Академии наук рукопись толкования (тафсир) некоторых сур Корана на среднеазиатском старотюркском языке с примесью персидского, эта рукопись датируется XII—XIII веками. Известен также перевод Корана на тюркский язык, составленный в Средней Азии в 1333—1334 годах.
Турецкий язык
Первый перевод Корана на турецкий язык был опубликован в 1842 году в Каире. Перевод был выполнен с «Тафсир ат-Тибйан».
Крымскотатарский язык
Впервые перевод корана на крымскотатарский язык осуществил писатель и журналист Риза Фазыл. Данный перевод публиковался в 1991—1994 годах в журнале «Йылдыз», а в 1998 году был издан отдельной книгой. Другой перевод Корана на крымскотатарский язык подготовили совместно Саид Дизен и Закир Куртнезир в 1998 году, который был утвержден к изданию Духовным Управлением Мусульман Крыма в 2004 году.
Татарский язык
Первый перевод на татарский язык был выполнен Мусой Бигеевым в 1911 году, однако печатание его осталось не законченным из-за протестов мусульманских религиозных деятелей. Полный татарский перевод Корана вместе с арабским текстом издал в Казани в 1914 году Мухаммад Камил Тухватуллин.
Азербайджанский язык
Организатором и издателем первого перевода Корана на азербайджанский язык был Гаджи Зейналабдин Тагиев. В то время реакционное духовенство яростно сопротивлялось переводу Корана, доказывая, что изречения Корана суть божественного происхождения, а потому никто не имеет права вникать в их смысл и переиначивать их по-своему. Тогда Тагиев отправляет кази Мирмагомеда Керима в Багдад. Тот привёз оттуда официальное разрешение известных учёных-арабистов на перевод. Затем Тагиев выписал из Лейпцига арабский шрифт и напечатал азербайджанский вариант Корана. Переводчиком был сам кази Мирмагомед Керим. Данный перевод впервые был напечатан в 1904 году в Баку. В 1991 году профессором В. М. Мамедалиевым совместно с академиком З. М. Буниятовым был издан перевод Корана с арабского на азербайджанский язык с предисловием профессора В. М. Мамедалиева и комментариями академика З. М. Буниятова.
Уйгурский язык
Коран на уйгурском языке был издан духовным училищем, открытым Синьцзянским исламским обществом. В начале 1980-х годов в КНР было издано 30 тысяч экземпляров Корана на уйгурском. В 1955 году в Бомбее был издан Коран на узбекском языке в переводе Махмуда ибн аль-Саид Надира аль-Тирази аль-Мадани.
Казахский язык
В 1910 году Муса Бигеев перевёл Коран на казахский язык, но эта общепризнанная работа не была опубликована и осталась в рукописи. На казахском языке Коран впервые был издан в 1991 году в переводе Халифы Алтая в Саудовской Аравии.
Кумыкский язык
Перевод Корана с арабского языка на кумыкский впервые осуществлён поэтом Дагестана Магомедом Атабаевым и доктором исторических наук, профессором, ученым-арабистом Абдурагимом Кандауровым. В течение 1953—1987 годов Мантаев Пайзурахман Пахрудинович перевёл Коран на кумыкский язык, используя русский перевод И. Ю. Крачковского, и издал его в 1993 году.
Карачаево-балкарский язык
Перевод Корана на карачаево-балкарский язык сделал житель Учкекена Эбзеланы Абюсюб.
Чувашский язык
В Чувашии вышел в свет перевод тафсир (толкование) сур Корана на чувашский язык. Новое издание содержит "одну седьмую часть всего толкования" священной книги мусульман. Над переложением с русского языка на чувашский молодой журналист и переводчик Руслан Сайфутдинов работал шесть лет. Его труд прошел экспертизу специальной комиссии Духовного управления мусульман Чувашии. "Перевод опубликован с просветительской целью, чтобы открыть чувашскому народу великую книгу, высоко чтимую во всем мире..." 

### Перевод на армянский язык
Армянский философ, богослов и переводчик Степанос Лехаци в 1680 году закончил перевод Корана с латинского языка. Этот перевод был издан в 1862 году в Тифлисе. По сути, это был первый полноценный (всех 114 сур) перевод Корана на армянский язык. До этого были переведены лишь отдельные фрагменты, в том числе и с арабского оригинала.

### Перевод на кавказские языки
Перевод на аварский язык сделан Могамедовым Абдурахимом в 1984 году самиздатом с тиражом 5000.
Перевод на даргинский язык сделал поэт Магомед Гамидов в 1995 году.
Перевод смыслов Священного Корана на адыгейский язык сделал Ф. Аутлев, И. Машбаш, П. Кошубаев.
Перевод смыслов Корана сделали на ингушский язык лингвисты-арабисты и богословы Магомед Харсиев и Хамзат Тангиев в 2014 году. Редактированием перевода занималась заслуженный учитель РФ Мадина Азиева.
Первый в истории Коран на грузинском языке сделал профессор Георгий Лобжанидзе в 2007 году.
Работу по переводу Священного Корана на абхазский язык инициировал глава Представительства Совета муфтиев России и руководитель мусульманского культурного центра «Васатыйа» в Абхазии Еник-хаджи Руслан в 2009 году. Над переводом работает доктор филологических наук, заведующая отделом абхазского языка Абхазского института гуманитарных исследований им. Дмитрия Гулиа, профессор Лили Хагба.

### Переводы на европейские языки

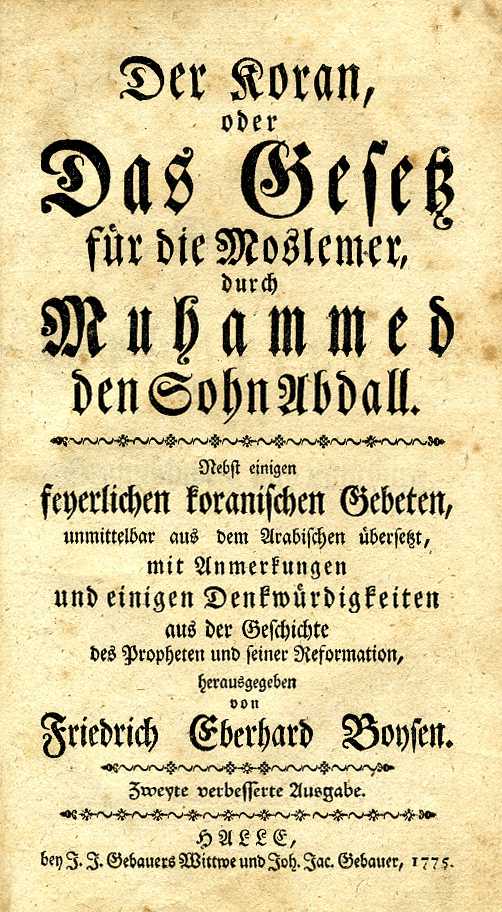
Титульный лист немецкого перевода Корана Ф. Эбхарта (1775)

В 1143 году Роберт Кеттонский сделал первый перевод Корана на латинский язык (впервые изданный Теодором Библиандром в 1543 году). Данный перевод был озаглавлен «Lex Mahumet pseudoprophete» («Закон Мухаммада, псевдопророка»). Как предполагало название, данный перевод был предвзятым и направленным против Корана. Многие поздние переводы Корана на европейские языки были основаны на труде Роберта Кеттонского. Выдающийся по своей научной значимости перевод Корана на латынь был выполнен итальянцем Людовико Мараччи и издан с параллельным арабским текстом и комментариями под названием «Alcorani Textus Universus Arabice et Latine» в двух томах в 1698 году в Падуе.
Итальянский язык стал первым из современных европейских языков, на который был выполнен перевод Корана. Автором этого перевода в 1547 году стал Андреа Арривабене, взявший за источник перевод Роберта Кеттонского. Итальянский же перевод был использован для подготовки первого немецкого перевода, выполненного Соломоном Швайгером в Константинополе и изданного под названием «Al-Koranum Mahumedanum» в 1616 году в Нюрнберге. Этот перевод в свою очередь был использован для первого голландского перевода (анонимного), изданного в 1641 году в Гамбурге. Из переводчиков Корана на немецкий язык следует упомянуть Теодора Арнольда (1746), Леопольда Ульмана (1840) и Фридриха Рюккерта (1888).
Первый перевод Корана на испанский язык был сделан в 1609 году неизвестным автором.
Первый перевод Корана на английский язык, «The Al-coran of Mohamet», был выполнен в 1649 году Александром Россом. Этот перевод был сделан не с арабского языка, а с французского перевода Андрэ дю Рие (1647) «L’Alcoran de Mahomet», который содержал много ошибок. Первый английский перевод Корана с арабского языка, «The Al Koran of Mohammed», был выполнен Джорджем Сейлем и издан в 1734 году. Перевод Сейля оставался самым широко используемым английским переводом на протяжении последующих двух столетий и издаётся в наши дни (одно из последних изданий вышло в 2009 году).

## Переводы Корана на русский язык
Первый перевод на русский язык (с французского перевода Андре Дю Рье) принадлежит П. В. Постникову (СПб., 1716).
Популярностью продолжает пользоваться первый опубликованный перевод на русский язык с арабского языка Г. С. Саблукова (1-е изд. ― Казань, 1878).
Наиболее известен научный перевод академика И. Ю. Крачковского (1-е изд. ― М., 1963).